# Ictinia mississippiensis
El elanio del Misisipi (Ictinia mississippiensis), también conocido como  milano boreal, milano del Misisipí, elanio colinegro o aguililla del Misisipí, es una especie de ave accipitriforme de la familia Accipitridae. Su área de cría, en América del Norte, se extiende desde el sureste de los Estados Unidos hasta las llanuras del sur de Texas. Migra a Sudamérica, hasta Argentina. No se conocen subespecies.

## Características
Es muy parecido al elanio plomizo (Ictinia plumbea), con una longitud de 36 a 38 cm; se diferencia porque las plumas primarias son negras sin coloración rojiza. El ápice de las remeras internas, visible en vuelo, es blancuzco, y la cola es negra, sin franjas. El juvenil tiene el vientre estriado de castaño y la cola barreada. 

## Historia natural
Vive en todo tipo de hábitat: bosques, arboledas, sabanas y zonas urbanas, hasta los 1000 m de altitud. Se alimenta principalmente de insectos, pero a veces come serpientes y ranas.
Es muy gregario. Anida en bandadas dispersas, y pone de 2 a 3 huevos en un nido hecho de ramitas.